# Dieter Clauß
Dieter Clauß (* 2. September 1934 in Leipzig) ist ein deutscher General außer Dienst des Heeres der Bundeswehr.

## Leben
Dieter Clauß wuchs als Sohn eines Obersts (der seit dem Spätherbst 1944 in Rumänien als vermisst gilt) in Berlin auf. Hier wurde er zusammen mit seiner Mutter und seinem Bruder ausgebombt. Über die sowjetische Besatzungszone führte ihr gemeinsamer Weg 1947 nach Niedersachsen. Er absolvierte sein humanistisches Abitur und wurde am 22. April 1955 in den Bundesgrenzschutz eingestellt, zuletzt war er Wachtmeister. Nach der teilweisen Eingliederung des Bundesgrenzschutzes in die Bundeswehr wurde er als Fahnenjunker in die Bundeswehr übernommen. 

### Militärischer Werdegang
1956/57 absolvierte er die Heeresoffizierschule I in Hannover und die Infanterieschule in Hammelburg. Seine erste Verwendung war die eines Zugführers und Personaloffiziers im Panzergrenadierbataillon 21 in Hannover, hiernach wurde der Oberleutnant Clauß 1959 als erster Jugendoffizier beim I. Korps in Münster eingesetzt. Seit 1961 führte der zum Hauptmann beförderte eine Panzergrenadierkompanie des Panzergrenadierbataillon 182 in Boostedt und durchlief von Oktober 1965 bis September 1967 an der Führungsakademie der Bundeswehr in Hamburg den 8. Generalstabslehrgang Heer. Nun schloss sich eine Stabsverwendung als Referent im Führungsstab der Streitkräfte in Bonn an, in seinem Vorgesetzten General Franz-Joseph Schulze begegnete der zwischenzeitliche Major i. G. einem versierten Kenner der Nuklearstrategien und seinem Mentor.

#### Truppenführer und internationale Generalstabsausbildung
Der Stabsdiensttätigkeit schloss sich jetzt eine Truppenverwendung an, zunächst in der Lüneburger Panzerbrigade 8 als Generalstabsoffizier G 3. Es folgte dann eine einjährige Generalstabsausbildung am Canadian Army Command and Staff College in Kingston, um hiernach das Kommando über das Panzergrenadierbataillon 82 in Lüneburg zu übernehmen. 1974/75 nahm der Oberstleutnant i. G. an einem halbjährigen Lehrgang am NATO Defense College in Rom teil.

#### NATO-Hauptquartier
General Schulze, der den Posten des stellvertretenden Chef des Stabes im NATO-Hauptquartier SHAPE bekleidete, holte sich den Generalstabsoffizier nach Mons. Hier wurde Oberst Clauß zunächst Adjutant beim amerikanischen Chef des Stabes und später Büroleiter bei General Schulze. Danach wurde er Adjutant des Generalinspekteurs der Bundeswehr General Harald Wust, nach dessen Rücktritt im Jahre 1978 wurde er auch Adjutant dessen Nachfolgers, Jürgen Brandt. Nach einem Vierteljahr reichte Clauß sein Versetzungsgesuch zur Truppe ein.

#### Kommandeurszeiten

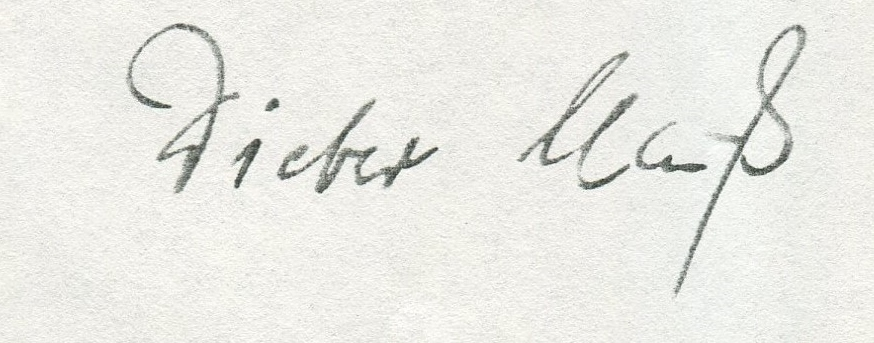
Signatur Dieter Clauß

Von März 1979 bis September 1980 kommandierte der Oberst die Panzerbrigade 20 in Iserlohn und wurde, mit gleichzeitiger Beförderung zum Brigadegeneral, am 1. Oktober 1980 Kommandeur des Zentrums Innere Führung in Koblenz. Er übernahm am 1. April 1983 als Generalmajor das Kommando über die 6. Panzergrenadierdivision in Neumünster. Er folgte dann 1984 Konteradmiral Dieter Wellershoff als Kommandeur der Führungsakademie der Bundeswehr in Hamburg. 1986 übernahm er als Kommandierender General das I. Korps in Münster und führte dieses zwei Jahre. Verteidigungsminister Manfred Wörner berief ihn am 1. April 1988 zum Leiter der Personalabteilung im BMVg.

#### Vier-Sterne-General
Am 1. Oktober 1990 wurde Dieter Clauß zum General befördert und wurde als Nachfolger von General Eberhard Eimler stellvertretender Oberbefehlshaber der NATO-Truppen in Europa. Im Oktober 1993 wurde er in den Ruhestand versetzt und beendete seine militärische Laufbahn.

## General a.D.
In seiner aktiven Laufbahn setzte der General in der Menschenführung deutliche Akzente, seine Unterstützung der Katholischen Militärseelsorge in der Bundeswehr und seine tatkräftige Mitarbeit in der Gemeinschaft Katholischer Soldaten führten dazu, dass er in das Zentralkomitee der Deutschen Katholiken als Mitglied und Sachverständiger für Militärische Sicherheitsfragen gewählt wurde. Als Kommandierender General des I. Korps übernahm er die Schirmherrschaft über die Dr. Oberst Helmut Korn Akademie.
Von 1995 bis 1999 war er Präsident der Clausewitz-Gesellschaft.
Beim Festakt „50 Jahre Militärseelsorge in Maria Laach“ schilderte er 2006 anhand seiner eigenen Biografie als Offizier ein lebhaftes Bild von der Katholischen Militärseelsorge, die ihm und seiner Familie auch in schwierigsten Zeiten immer zur Seite gestanden habe.
Clauß wurde Mitglied der Deutschen Kommission Justitia et Pax, Bundesbeauftragter der Malteser Hilfsdienste und Vorsitzender der Katholischen Arbeitsgemeinschaft für Soldatenbetreuung.
Er ist verheiratet und Vater von drei Kindern; eines davon ist der Diplomat Michael Clauß (* 1961).

## Ehrungen
- 1979: Bundesverdienstkreuz am Bande
- 1983: Bundesverdienstkreuz 1. Klasse
- 1988: Großes Bundesverdienstkreuz
- 1998: Ritter des Ordens vom Heiligen Papst Silvester[4]

## Schriften (Auswahl)
- Stabsoffizierausbildung heute – eine Standortbestimmung. In: Detlef Bald, Gerhild Bald-Gerlich, Eduard Ambros (Hrsg.): Tradition und Reform im militärischen Bildungswesen. Von der preußischen Allgemeinen Kriegsschule zur Führungsakademie der Bundeswehr. Eine Tradition 1810–1985. Nomos, Baden-Baden 1985, ISBN 3-7890-1116-9, S. 7 ff.
- Der Königsteiner Offizierkreis – eine zeitgemäße Gemeinschaft?. In: Katholisches Militärbischofsamt (Hrsg.): Katholische Christen in der Bundeswehr. Bachem, Köln 1987, ISBN 3-7616-0912-4, S. 135 ff.